# Temnocerus aeratus
Temnocerus aeratus is een keversoort uit de familie Rhynchitidae. De wetenschappelijke naam van de soort is voor het eerst geldig gepubliceerd in 1831 door Say.